# Berdan Çayı
Der Berdan Çayı (auch Tarsus Çayı)  ist ein Fluss in der Provinz Mersin im Süden der Türkei.
Der Berdan Çayı war in der Antike als Kydnos (latinisiert: Cydnus) bekannt.
Der Fluss entsteht am Zusammenfluss seiner beiden Quellflüsse Kadıncık Çayı und Pamukluk Çayı. Diese entspringen im Taurusgebirge. Der Berdan Çayı wird im Anschluss von der Berdan-Talsperre aufgestaut. Unterhalb des Staudamms befinden sich die Berdan-Wasserfälle am Flusslauf. Der Fluss durchfließt die Großstadt Tarsus und den äußersten Westen der Çukurova-Tiefebene in südlicher Richtung, bevor er etwa einen Kilometer nordwestlich der Seyhan-Mündung das Mittelmeer erreicht. Der Berdan Çayı hat eine Länge einschließlich seines linken Quellflusses Kadıncık von 124 km. Das Einzugsgebiet umfasst 1592 km². Der mittlere Abfluss beträgt 42 m³/s.